# 활주 집게
활주 집게 또는 슬라이딩 클램프, DNA 클램프는 DNA 복제 시 진행성 촉진 인자 역할을 하는 단백질 복합체이다. DNA 중합효소 III의 중요한 구성 요소인 클램프 단백질은 DNA 중합효소에 결합하여 효소가 주형가닥 DNA에서 떨어져 나가는 것을 방지한다. 클램프와 중합효소 간 단백질-단백질 상호작용은 중합효소와 주형가닥 DNA 사이의 상호작용보다 더 강하고 특이적이다. 중합효소와 주형가닥의 결합은 DNA 합성 반응의 속도 제한에 영향을 미치기 때문에, 활주 집게가 있으면 중합효소 결합 시 전사 가닥에 뉴클레오타이드가 부착하는 속도를 크게 증가시킨다. 활주 집게를 처리하면 비처리 중합효소에 비해 DNA 합성 속도를 최대 1,000배까지 증가시킬 수 있다.

## 참고 문헌
- Clamping down on pathogenic bacteria– how to shut down a key DNA polymerase complex. Quips at PDBe 보관됨 2013-08-02 - archive.today
- Watson JD, Baker TA, Bell SP, Gann A, Levine M, Losick R (2004). 《Molecular Biology of the Gene》. San Francisco: Pearson/Benjamin Cummings. ISBN 978-0-8053-4635-0.